# Anders Svensson Stråle
Anders Svensson Stråle af Ekna, död 29 augusti 1604, var en svensk ämbetsman.

## Biografi
Stråle var fogde i Möre härad 1565–1571, Kalmar slott 1572 och Möre härad 1573–1575. Han fick adelsbrev och sköldemärke 1574 av kung Johan III i Stockholm. Stråle var fortsatt fogde i Kalmar län tillsammans med Ölands södra 1576–1577, Kronobergs län 1578–1584 och Kalmar län tillsammans med Ölands södra 1585–1586. Han var sedan fogde på Kronoberg län 1595–1596 och 1602–1604.Stråle avled 1604 och begravdes i Växjö domkyrka.
Stråle ägde gårdarna Kråkenäs i Gårdsby socken och Ubbemåla i Algutsboda socken.

### Familj
Stråle gifte sig före 24 juli 1575 med Anna Olofsdotter. De fick tillsammans barnen vice presidenten Olof Stråle (död 1648) i Svea hovrätt, Catharina Stråle (död 1635) som var gift med överstelöjtnanten Lindorm Ulfsax, Ingrid Stråle som var gift med häradshövdingen Joen Nilsson (Rosenquist af Åkershult), assessorn Lindorm Stråle (död 1633), löjtnanten Gustaf Stråle, Marit Stråle som var gift med kornetten Nils Ulfsax och Elin Stråle.